# Llista de chasmata de Caront
En aquest article només es mostra els noms oficials aprovats per la Unió Astronòmica Internacional (UAI).
Aquesta és una llista de chasmata amb nom de Caront. Les chasmata de Caront porten els noms de vaixells ficticis, mitològics i llegendaris.
La latitud i la longitud es donen com a coordenades planetocèntriques amb longitud est (+ Est; 0-360).
| Chasma          | Coordenades                            | Diàmetre (km) | Epònim | Ref.  |
| --------------- | -------------------------------------- | ------------- | --- | ----- |
| Argo Chasma     | 27° 48′ N, 80° 24′ E / 27.8°N,80.4°E   | 355           | Vaixell mitològic grec navegat per Jàson i la seva tripulació, els argonautes.                                                                      | WGPSN |
| Caleuche Chasma | 72° 30′ N, 241° 48′ E / 72.5°N,241.8°E | 400           | Llegendari vaixell fantasma chiloé (Xile), que podia aparèixer de sobte i desaparèixer ràpidament de nou, sense deixar proves de la seva presència. | WGPSN |
| Mandjet Chasma  | 4° 48′ N, 294° 24′ E / 4.8°N,294.4°E   | 385           | Vaixell egipci que transporta el déu del Sol Ra pel cel durant el dia.                                                                              | WGPSN |